# Engel im Abendkleid
Engel im Abendkleid oder Paulchen und die Millionenerbschaft ist ein deutscher Film, der am 8. Juni 1951 in die westdeutschen Kinos kam.

## Handlung
Als Peter Harden nach jahrelanger Abwesenheit nach Deutschland zurückkehrt, um die Erbschaft seines Onkels anzutreten, findet er neben einem halbverfallenen schlossartigen Gebäude nur große Schulden vor. Nun erscheint die junge Gerichtsvollzieherin Ingrid Engel, die den letzten Rest seines Besitzes pfändet. Er verliebt sich in sie, doch erst eine Zeitungsannonce, nach der sie eine Nerzfarm geerbt haben soll, bringt die Wende. Ihre Schuldner meinen nun, dass sie als Millionärin die Schulden übernehmen kann. Einige Mitgiftjäger haben es auch auf sie selbst abgesehen, bevor sich herausstellt, dass die Meldung von Ingrids Reichtum erfunden ist. Ingrid hat aber inzwischen ihre Zuneigung zu Peter entdeckt, der die Anzeige aufgab. Als letzte Amtshandlung nimmt sie einen „Pfandungs- und Überweisungsbeschluss“ in die Ehe vor.

## Produktionsnotizen
Der Film wurde im Atelier Hamburg-Wandsbek gedreht. Die Außenaufnahmen entstanden in Hamburg. Mathias Matthies war für die Bauten zuständig, Gyula Trebitsch für die Produktionsleitung. Die Uraufführung erfolgte am 8. Juni 1951 in Berlin-West, die Erstaufführung in der Bundesrepublik war am 18. April 1952 in Frankfurt zu sehen.